# Netherlands School of Public and Occupational Health
Netherlands School of Public and Occupational Health (NSPOH) is een Nederlands opleidingsinstituut, dat opleidingen op het gebied van sociale geneeskunde aanbiedt voor professionals werkzaam binnen de volksgezondheid en arbeidsgezondheid. Het instituut is in 2003 ontstaan uit een fusie van de Netherlands School of Public Health (NSPH) en de Netherlands School of Occupational Health (NSOH). De instelling is gevestigd in Utrecht en heeft anno 2025 circa 150 medewerkers, waaronder ongeveer 70 vaste opleiders, ruim 30 medewerkers ter ondersteuning van het onderwijs en ruim 20 stafmedewerkers. De NSPOH biedt ook cursussen en opleidingen 'in-company'.
De missie van de NSPOH is een bijdrage te leveren aan volksgezondheid en duurzame participatie in Nederland. Zij wil bevorderen dat mensen gezond blijven en zo lang mogelijk kunnen meedoen, afgestemd op hun mogelijkheden.
De NSPOH leidt deelnemers op tot professionals in het sociaal-geneeskundig domein. De medische vervolgopleidingen die de NSPOH aanbiedt hebben een sterke relatie met de praktijk en er vindt afstemming plaats tussen het instituutsonderwijs en de praktijkopleiding.

## Onderwijsaanbod
De NSPOH biedt postacademisch en post-hbo onderwijs aan op het gebied van de sociale geneeskunde. Hiertoe behoren opleidingen tot de geneeskundige specialismen bedrijfsarts, verzekeringsarts, forensisch arts en arts voor maatschappij en gezondheid (M+G). Deze opleidingen zijn erkend door de Registratiecommissie Geneeskundig Specialisten (RGS).
Binnen het specialisme 'arts M+G' valt een aantal uiteenlopende subspecialismen, ofwel 'profielen':
- jeugdgezondheidszorg
- infectieziektebestrijding
- tuberculosebestrijding
- medische milieukunde
- beleid en advies
- vertrouwensarts
- donorgeneeskunde

De NSPOH verzorgt ook opleidingen voor verpleegkundigen:
- algemene gezondheidszorg (Maatschappij en Gezondheid)
- jeugdgezondheidszorg (Maatschappij en Gezondheid)
- forensische verpleegkunde
- arbo-verpleegkunde

Verder zijn er de opleidingen:
- Master of Public Health
- Praktijkondersteuner bedrijfsarts
- Arbeid- & gezondheidspsycholoog

Jaarlijks verzorgt NSPOH bij- en nascholingen voor deelnemers die een van bovenstaande opleidingen hebben afgerond en voor andere artsen, paramedici, praktijkondersteuners, beleidsmedewerkers en andere professionals die werken op het gebied van publieke gezondheid, arbodienstverlening en sociale zekerheid.
Het opleidingsinstituut en/of de verschillende scholingen zijn geaccrediteerd door diverse organisaties.